# Grenzübergang Ilinden-Exochi

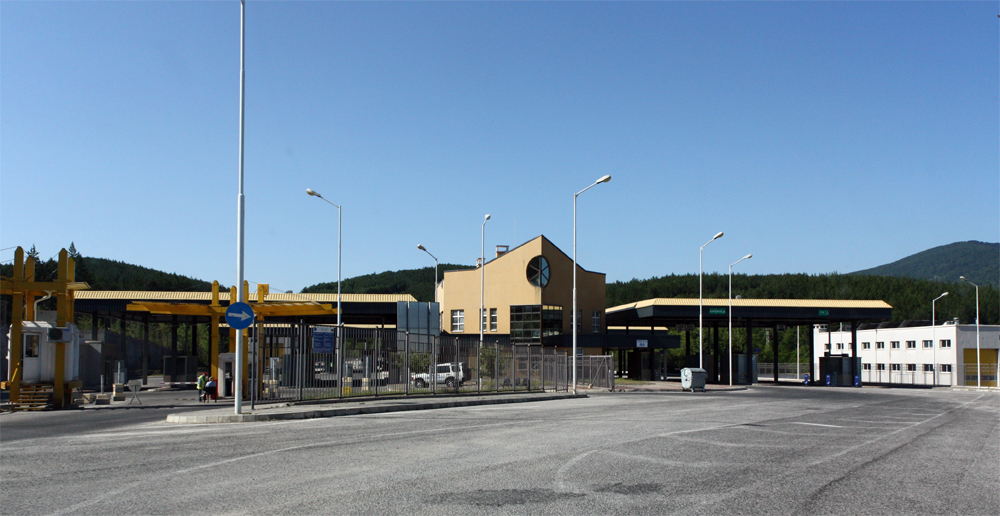
Der Grenzübergang auf bulgarischer …

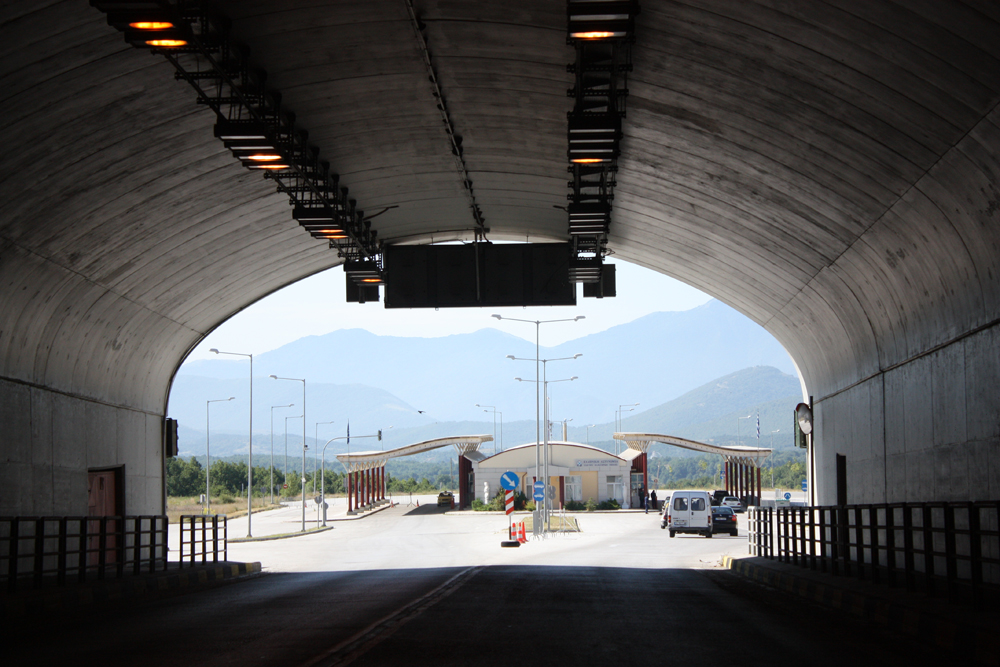
… und auf griechischer Seite

Der Grenzübergang Ilinden–Exochi (bulgarisch ГКПП Илинден - Ексохи - GKPP Ilinden - Granitschen Kontrolno Propuskwatelen Punkt Ilinden - Grenz-Kontroll-Durchlass-Punkt Ilinden; griechisch Συνοριακή Διόδος Εξοχή – Ιλινδεν Synoriakí diodos Exochi - Ilinden oder Σταθμός  Εξοχή – Ιλινδεν Stathmós Exochi - Ilinden), auch GKPP Goze Deltschew-Drama genannt, liegt zwischen Bulgarien und Griechenland. Er befindet sich im westlichen Rhodopen-Gebirge, in der Nähe des bulgarischen Dorfes Ilinden, ca. 20 km südlich der Stadt Goze Deltschew.
Der Grenzübergang Ilinden-Exochi wurde am 9. Dezember 2005 von den bulgarischen Ministern Asen Gagausow und Petar Mutaftschiew und dem Leiter der Delegation der Europäischen Kommission in Bulgarien, Dimitris Kourkulas, sowie Politikern aus den angrenzenden Regionen eröffnet. Er war zu diesem Zeitpunkt der dritte Grenzübergang zwischen Bulgarien und Griechenland. Die Grenzübergang war eine Forderung der lokalen Gesellschaften beider Grenzseiten und soll zum Tourismus und Stärkung der lokalen Wirtschaft beitragen. Er fördert den Tourismus in der Grenzregion.

## Geschichte
1995 wurde eine bulgarisch-griechische Vereinbarung zur Eröffnung von weiteren drei Grenzübergängen unterschrieben. Zu diesem Zeitpunkt existierten nur die beiden Grenzübergänge Kulata-Promachonas und Kapitan Petko Wojwoda-Ormenio an der griechisch-bulgarischen Grenze. Im Rahmen des Baus des Grenzüberganges wurden eine Umgehungs- und eine 12 km lange Zufahrtsstraße mit mehreren Brücken, Über- und Unterführungen, mehreren Gebäuden und einem Tunnel gebaut. Das Projekt wurde mit insgesamt rund 18 Millionen Euro (9 für den Straßenbau, 5 für den Grenzübergang und 4 für den Tunnel) vom PHARE-Programm mitfinanziert.

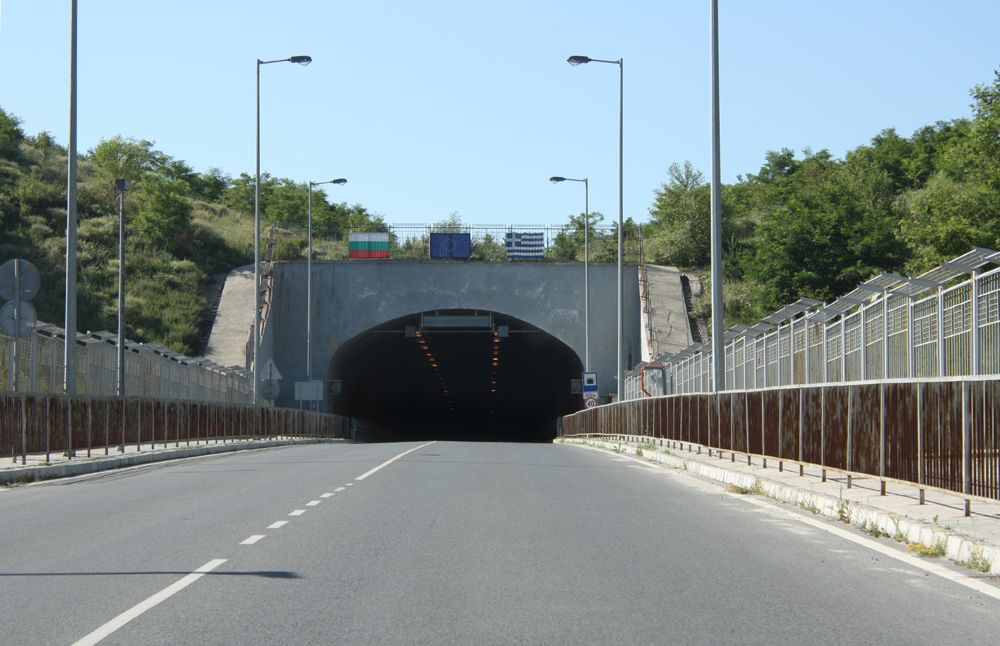
Dazwischen liegt der „Bärentunnel“

Die Bauarbeiten am Grenzübergang endeten 2002 und an der Straßeninfrastruktur 2003. Zum Artenschutz der lokalen Braunbärenpopulation nach Protesten mehrerer Naturschutzorganisationen, darunter der WWF, wurden zusätzlich ein Tunnel mit einer Länge von 447 m (147 auf bulgarischer, der Rest auf griechischer Seite) und eine Zufahrtsstraße zum Tunnel in einer Länge von 420 m gebaut.
2010 wurde der Grenzübergang von griechischer Seite mehrmals von streikenden Bauern blockiert.